# Таунџи
Таунџи (бур. တောင်ကြီးမြို့) главни град државе Шан у Мјанмару. Таунџи има око 380.665 становника према попису из 2014. године што је пети по величини град у Мјанмару и налази се на надморској висини од 1.436 m. Име Таунџи на бурманском језику значи велика планина, а име је добио по гребену на истоку града, део Шанске висоравни са најистакнутијим делом Таунг-Чун или Спур. 

## Клима
Таунџи има суптропску влажну климу. Температуре су веома високе током целе године, иако у зимским месецима (децембар - фебруар) су блаже температуре. Постоји зимска сушна сезона (децембар - март) и летња влажна сезона (април - новембар).